# Борин, Борис Фёдорович
Бори́с Фёдорович Бо́рин (26 июня 1939 — 22 марта 2021) — советский и российский металлург.

## Биография
Борис Фёдорович Борин родился 26 июня 1939 года в деревне Хотыницы Волосовского района Ленинградской области. Мама, Мария Ивановна Борина — учительница географии, отец, Фёдор Андреевич Борин — учитель русского языка и литературы. В 1945 году шестилетний Борис переезжает в г. Электросталь. 5 июня 1961 года Б. Ф. Борин с отличием заканчивает Московский институт стали и сплавов по специальности «Обработка металлов давлением» и получает распределение на металлургический завод «Электросталь».
За время работы на заводе прошёл все ступени карьерной лестницы: мастер, начальник смены, старший мастер в первой кузнице, старший мастер во второй кузнице, заместитель начальника цеха, начальник первого прокатного цеха, был секретарём заводской партийной организации. С 1985 года — директор завода, эту должность занимал два десятилетия, до 2005 года. Б. Ф. Борин руководил заводом в самый сложный экономический период: перестройка, распад СССР, разрыв экономических связей, резкое снижение уровня жизни и т. п. Внес большой вклад в стабилизацию экономического положения завода и города.

## Признание
Б. Ф. Борин имеет правительственные награды и звания: «Заслуженный металлург РФ», лауреат Государственной премии СССР, лауреат Премии правительства РФ, ордена «Почёта», «За заслуги перед Отечеством IV степени», «Трудового Красного Знамени», знаком отличия «За заслуги перед Московской областью» и другие.
28 ноября 2002 года Борину Б. Ф. присвоено звание Почётного Гражданина г. Электросталь.

## Смерть
Умер 22 марта 2021 года в городе Электросталь. Прощание с прославленным металлургом состоялось в КЦ «Октябрь» 24 марта. В тот же день состоялось отпевание в храме Андрея Рублёва.